# Johnnys Island
Johnnys Island är en ö i Kanada.   Den ligger i territoriet Nunavut, i den östra delen av landet, 1 200 km norr om huvudstaden Ottawa.
Trakten runt Johnnys Island består i huvudsak av gräsmarker.